# Ульман, Элизабет
Элизабет Ульман (нем. Elisabeth Ullmann; род. 20 апреля 1952, Цветль-Нидерэстеррайх) — австрийская органистка и музыкальный педагог.
Училась в Венской консерватории у Михаэля Рэдулеску и в консерватории Моцартеум у Алоиса Форера. Занималась также в мастер-классах Антона Хайлера, Мари-Клер Ален и Харальда Фогеля. Выиграла Международный конкурс имени Иоганна Себастьяна Баха в Лейпциге (1976) и Международный конкурс органистов имени Брукнера в Линце (1978).
Записала два альбома с музыкой Иоганна Себастьяна Баха, все церковные сонаты Вольфганга Амадея Моцарта, альбомы с произведениями Георга Муффата, Иоганна Каспара Керля, Георга Кристофа Вагензейля, три органные сонаты Пауля Хиндемита.
В 1979—2014 гг. преподавала в Моцартеуме, с 1988 г. профессор — первая австрийская органистка, получившая профессорское звание. В 1983 г. основала международный органный фестиваль в своём родном городе и до 2008 г. была его художественным руководителем. С 2010 г. руководит программой органных концертов в Цирсдорфе.